# ATLAS of Finite Groups
L'ATLAS of Finite Groups (Atlas des groupes finis, très souvent simplement ATLAS), est un livre sur la théorie des groupes par John Horton Conway, Robert Turner Curtis, Simon Norton, Richard A. Parker et Robert Arnott Wilson (avec l'assistance informatique de J. G. Thackray),
publié en décembre 1985 par l'Oxford University Press et réédité avec des corrections en 2003  (ISBN 978-0-19-853199-9).

## Contenu
Il liste les informations basiques à propos de 93 groupes finis simples, les informations en général sont : l'ordre, le multiplicateur de Schur, le groupe d'automorphismes extérieurs, diverses constructions (comme des présentations), les classes de conjugaison des sous-groupes maximaux (avec les caractères qu'elles définissent) et, le plus important, les tables de caractères (y compris les applications puissances sur les classes de conjugaison) du groupe lui-même et des extensions bicycliques. Dans certains cas (comme pour les groupes de Chevalley En(2)), la table de caractères n'est pas listée et seules les informations basiques sont données.

## Format
L'ATLAS est un livre grand format (420 mm par 300 mm) avec une couverture en papier rigide rouge cerise et une reliure par spirale. Les noms des auteurs, tous de six lettres, sont disposés sur la couverture de façon à évoquer la table des caractères d’un groupe.

## Extension
L'ATLAS est élargi par une base de données disponible en ligne, ATLAS of Finite Group Representations.